# Hancock (New York)
Pour les articles homonymes, voir Hancock.
Ne doit pas être confondu avec Hancock (village, New York).
Delhi est la ville siège du comté de Delaware, dans l'État de New York, aux États-Unis,. En 2010, elle comptait une population de 3 224 habitants, estimée au 1er juillet 2016 à 3 050 habitants.
La ville est située à la confluence des deux branche est et ouest du fleuve Delaware.

## Démographie
Lors du recensement de 2010, la ville comptait une population de 3 224 habitants. Elle est estimée, en 2016, à 3 050 habitants.